# Takahiro Ueda
Takahiro Ueda (上田 岳弘, Ueda Takahiro) né le 26 février 1979 dans la ville d'Akashi, est un romancier japonais.

## Carrière
En 2013, il est sélectionné pour le Prix Shincho Prize des débutants (qu'il remporte), ainsi que pour le Prix Mishima pour son premier roman, Taiyō (太陽 - Soleil).
En 2015, il reçoit le Prix Mishima pour Watashi no koibito(私の恋人 - Ma/mon bien-aimé/e).
La même année, il obtient sa première sélection au Prix Akutagawa pour Wakusei (惑星 - Planète). Sa deuxième sélection, l'année suivante, sera pour Ikyō no yūjin (異郷の友人 - Des amis étrangers), qui est aussi nommé pour le Prix Noma des nouveaux auteurs. En 2017, il est à nouveau nommé pour le Noma pour Tō to jūryoku (塔と重力 - La tour et la gravité).
En 2016, il est choisi par l'édition japonaise du magazine Granta comme l'un des meilleurs jeunes romanciers japonais.
En 2019, il remporte le Prix Akutagawa pour son roman de science-fiction Nimuroddo (ニムロッド - Nimrod).